# قياس الأعماق

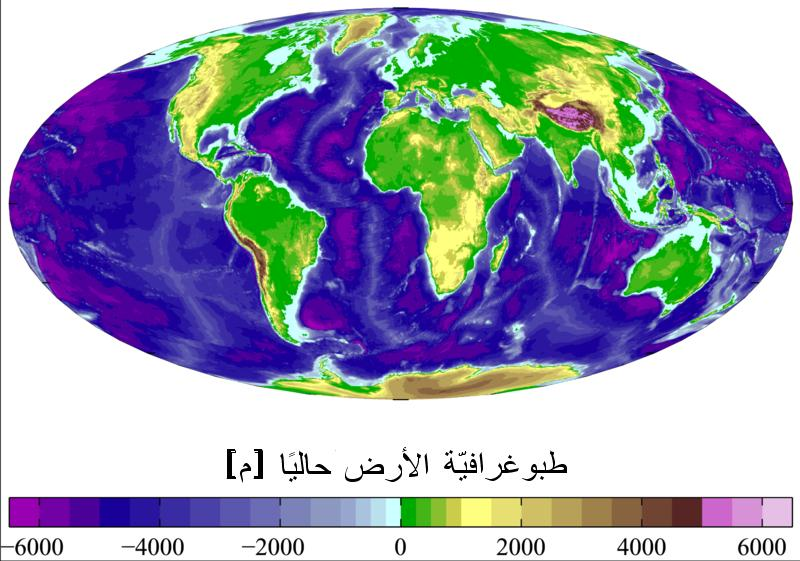
خريطة توضح قياس الأعماق في المحيطات في الأرض.

المِعمَاقية أو قياس الأعماق أو علم قياس الأعماق هو دراسة عمق المياه في المسطحات المائية لمعرفة ارتفاع عمود الماء من القاع إلى السطح. تفيد مخططات مسح الأعماق في مجال الملاحة لدعم سلامة السفن وعدم تعرضها لحوادث أثناء الإبحار. تظهر الأعماق على الخريطة على شكل خطوط نسبة تسمى خطوط الأعماق أو الخطوط متساوية العمق.
يسمى الجهاز المستخدم لمعرفة العمق باسم المعماق وكانت الطرق التقليدية في السابق هي التي تستخدم لعملية القياس، لكن في الوقت الحالي يتم ذلك بأسلوب رقمي تقني متطور بواسطة الأقمار الصناعية باستخدام نموذج تضاريس رقمي ‏

## اقرأ أيضاً
- معماق
- عمق سحيق